# 温立三
温立三，曾多次担任人民教育出版社中学语文教材主编。
2016年，其微博被网友发现有“反毛反党”言论，引发了关注和争议，更导致中国大陆对于温立三所主编教材的清洗。据媒体报道，教育部要求各出版社需对所有教材及相关教辅中与温立三个人相关的文章、段落、句子进行整体替换，且必须送审检查。审查截止前，所有出版社禁止印刷，发行相关科目的图书。 